# Otto Friedrich von der Groeben
Otto Friedrich von der Groeben (Heilsberg, 16 aprile 1657 – Marienwerder, 30 giugno 1728) è stato un militare ed esploratore prussiano.

## Biografia
Otto Friedrich von der Groeben era figlio del maggiore generale del Brandeburgo e comandante del castello di Marienwerder, Georg Heinrich von der Groeben (1630 - 1697) e di sua moglie, Barbara Dorothea von Gattenhofen (1635 - 1694). Sebbene fosse di fede protestante, frequentò dal 1666 al 1673 il prestigioso collegio gesuita di Rößel nel principato vescovile di Warmia, dove ricevette un'accurata istruzione classica.
A 17 anni, si unì al colonnello polacco Christoph Meglin nel 1673 e viaggiò con lui in Italia ed a Malta. Da Malta prese parte, probabilmente per mancanza di denaro e desiderio d'avventura, ad un piccolo scontro con le forze dell'Impero ottomano, subendo la sua prima ferita. Viaggiò quindi in Egitto, in Palestina, a Cipro, in Spagna, in Francia ed in Inghilterra. Durante questo periodo fu anche soldato per un anno al servizio del re di Spagna. Dopo quasi otto anni di assenza, tornò nel 1680 in Prussia, portandosi a Berlino ove offrì i propri servigi e la propria esperienza all'elettore Federico Guglielmo.
Probabilmente per le sue esperienze di viaggio, l'elettore chiese a Groeben, che nel frattempo era stato nominato maggiore dell'esercito del Brandeburgo, nella primavera del 1682, di condurre una seconda spedizione coloniale per conto del Brandeburgo sulle coste dell'attuale Ghana, in Africa. Lo scopo di questa spedizione era stabilire un avamposto commerciale permanente del Brandeburgo e creare una serie di fortificazioni per la protezione dell'area e dei suoi scambi. Questa spedizione era stata preceduta da una spedizione commerciale sempre del Brandeburgo, che nel settembre 1680 era giunta a destinazione con la fregata "Moriaen" al comando di Philipp Pietersen Blonck, il quale riuscì a raggiungere Capo Three Points ed a concludere un trattato di amicizia e commercio con i tre capi locali Ahanta, Sophonie e Apany, che consentirono ai brandeburghesi di fondare una fortezza e un insediamento.

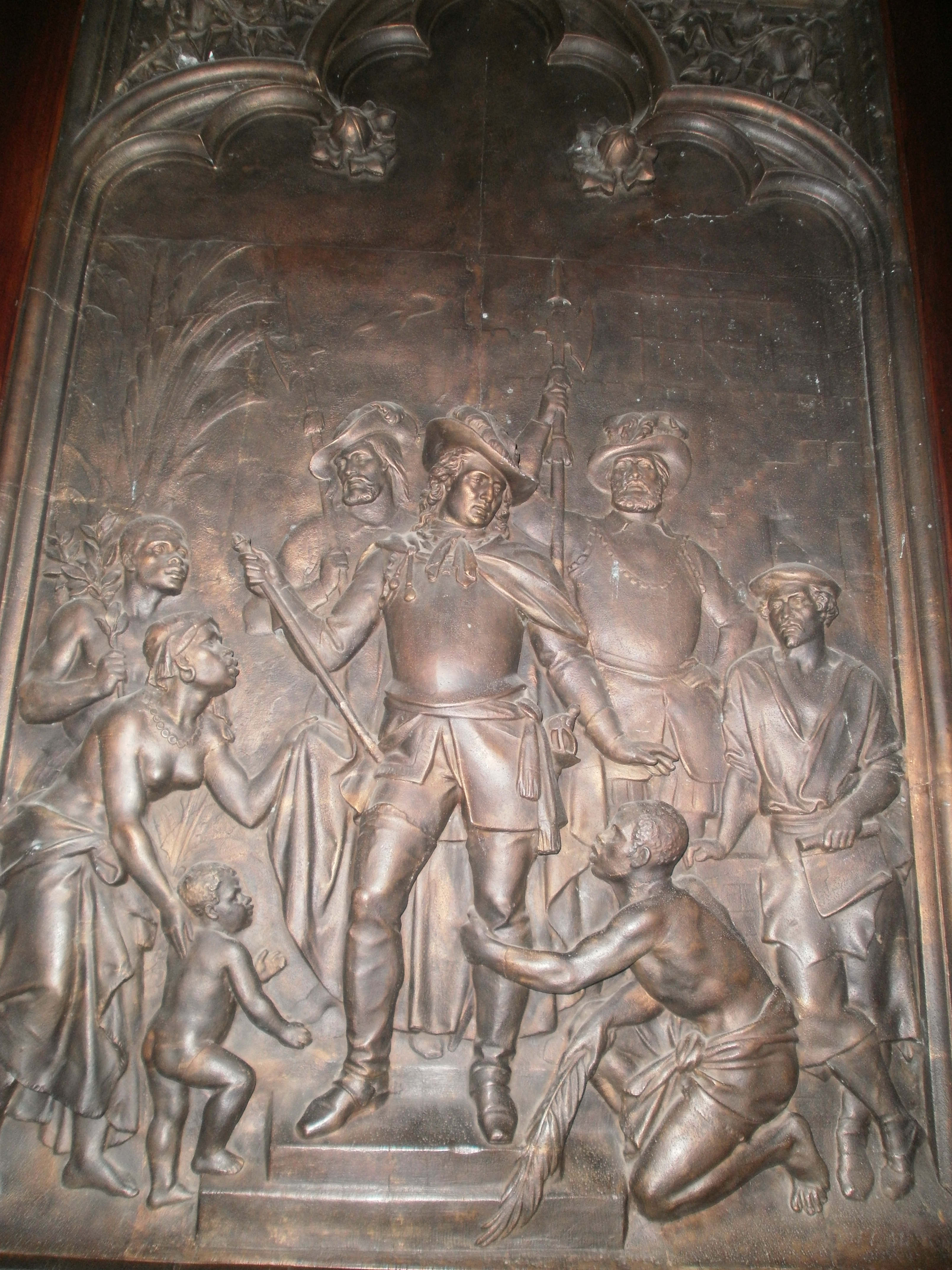
L'arrivo di Otto Friedrich von der Groeben in Africa in un bassorilievo presente nella chiesa di San Giovanni Evangelista a Marienwerder, oggi Kwidzyn

La spedizione coloniale di Groeben ebbe inizio il 16 maggio 1682 con due navi della marina brandeburghese da poco fondata: la "Moriaen" (32 cannoni) e la "Principe elettore di Brandeburgo" (12 cannoni), partendo dal fiume Elba in direzione della Costa d'Oro. Il 27 dicembre 1682, Groeben entrò per la prima volta in terra africana raggiungendo Capo Three Points vicino al villaggio di Accada. Tuttavia, per evitare ulteriori scontri con le navi olandesi che pattugliavano l'area, i brandeburghesi decisero di navigare oltre e sbarcarono alcune miglia più a nordovest. Li trovarono presso il villaggio di Poquesoe (ora Princes Town) un luogo adatto per la costruzione del futuro forte. La cerimonia di fondazione ebbe luogo il 1 gennaio 1683 con l'innalzamento della bandiera del Brandeburgo. Poco dopo ebbe inizio la costruzione della fortezza di Gross Friedrichsburg. Il 5 gennaio 1683, venne rinnovato il contratto col capo tribù locale Ahanta.
Durante i lavori di costruzione della fortezza, una febbre iniziò a dilagare tra i brandeburghesi uccidendo gli ingegneri responsabili della costruzione e facendo ammalare anche Groeben stesso. La costruzione si arrestò presto. Dopo che Groeben si fu ripreso dalla malattia, salpò con la "Moriaen" ed i marinai ancora malati alla volta della vicina isola portoghese di São Tomé dove il gruppo poté riprendersi rapidamente. Durante il suo viaggio di ritorno, ebbe modo di esplorare nel dettaglio la Baia dei Granchi, alcune aree dell'attuale Camerun e le coste dei regni del Benin e di Ardra (Allada). Dopo un breve soggiorno a Groß Friedrichsburg concesse il comando della fortezza locale e la direzione dei lavori al capitano Philip Pietersen Blonck e tornò con la "Moriaen" in Inghilterra, visitando la Scozia ed infine tornando in patria nel luglio o agosto del 1683. La seconda nave, la "Principe elettore di Brandeburgo", salpò verso l'India occidentale con degli schiavi africani per venderli.
Quando Groeben arrivò dopo un totale di 18 mesi di assenza nel Brandeburgo-Prussia, l'elettore lo onorò e lo ricompensò con la prospettiva di succedere a suo padre nel governo delle fortezze di Marienwerder e Riesenburg.

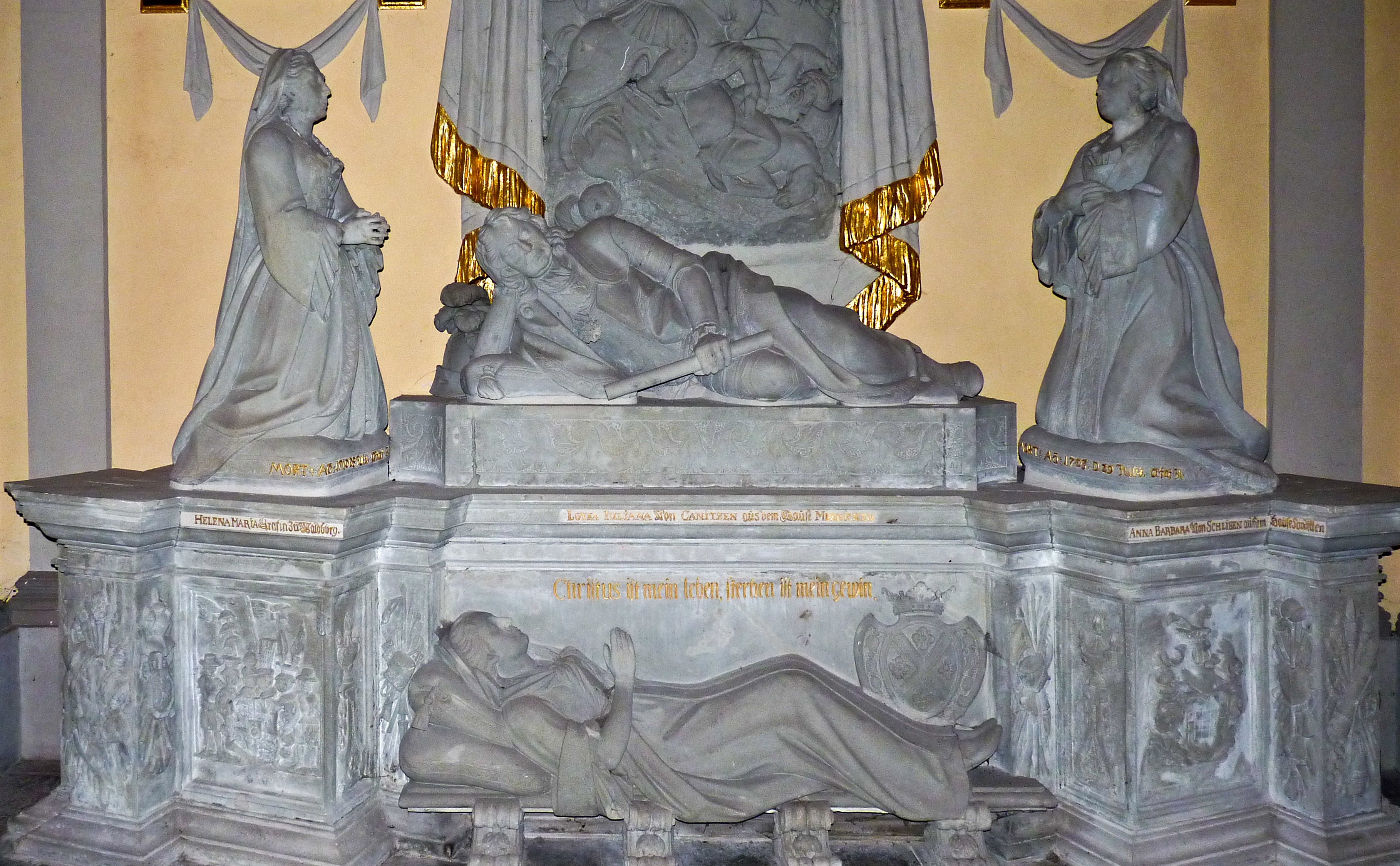
La tomba di Otto Friedrich von der Groeben e delle sue tre mogli nella cattedrale di Marienwerder

Nel 1686 Groeben, che era diventato il maggiore generale e nel 1684 entrò al servizio della Repubblica di Venezia per prendere parte alla riconquista della Morea sotto il comando di Francesco Morosini durante la Guerra austro-turca (1683-1699). Dopo il suo ritorno nel Brandeburgo l'anno successivo, ricevette per le sue imprese l'Ordre de la Générosité dalle mani dell'elettore. Nello stesso anno si sposò, probabilmente perché il matrimonio gli apparve come un "rimedio efficace per la sua febbre da viaggio cronica", con Anna Barbara von Schlieben. Il 10 maggio 1688 venne nominato dal nuovo elettore Federico III al ruolo di ciambellano di corte. Da allora Groeben si dedicò alla gestione dei suoi beni e alla scrittura. Nel 1694 venne dato alle stampe il suo diario di viaggio in Africa, insieme al suo resoconto della guerra in Morea. Il libro venne riccamente decorato con tavole del pittore Georg Lisiewski. Nel 1697, Groeben andò a sostituire suo padre come capitano delle fortezze di Marienwerder e Riesenburg. Nel 1719 venne nominato tenente generale dal re di Polonia.
Otto Friedrich von der Groeben morì il 30 gennaio 1728 nella sua tenuta vicino a Marienwerder. Venne sepolto nella cappella costruita per lui in stile barocco nel 1705 sul lato nord della cattedrale di Marienwerder.

## Matrimonio e figli
Otto Friedrich von der Groeben si sposò tre volte. Dopo la morte della prima moglie, Anna Barbara von Schlieben († 1703), sposò nel 1704 la contessa Helena Marie, figlia di Joachim Heinrich Truchsess von Waldburg († 8 luglio 1710) e poi nel 1711 Luise Juliane von Kanitz († 1730), già vedova del maggiore Franz Sigismund von Plotho. In totale con le sue mogli ebbe 18 figli.
Dal matrimonio con Barbara von Schlieben nacquero:
- Abraham Bogislaw, (23 maggio 1689 - 15 marzo 1733,) signore di Neudörfchen, Wöterheim e Boritten, maggiore dell'esercito polacco, sposò Maria Eleonore von der Groben zu Schrengen
- Anna Barbara (21 gennaio 1691 - 14 febbraio 1705), sposò 1706 Bogislaw Albrecht von Oelsen
- Jakob Friedrich (27 dicembre 1693 - 13 luglio 1747), sposò 1716 Eleonore Luise von der Groeben zu Beeslack (dicembre 1699 - 4 aprile 1759)
- Marie Eleonore (n. 25 luglio 1695), sposò Moritz Dietrich von Weyher
- Katharina Charlotte (n. 16 dicembre 1696), sposò Johann Ernst von Canitz
- Katharina Barbara, sposò Albrecht Ludwig von Hohendorf

Dal matrimonio con Helene Marie Truchsess von Waldburg nacquero:
- Joachim Heinrich (9 luglio 1705 - 25 luglio 1768), sposò 1738 Luise Henriette von Hünicke (28 febbraio 1718 - 25 gennaio 1772) (genitori di Karl Ernst August von der Groeben)
- Otto Eugen Friedrich (13 novembre 1706 - 1722)
- Karl Ernst (n. 29 dicembre 1707), cavaliere dell'Ordine di San Giovanni dal 1735, tenente prussiano, capitano al servizio imperiale, morì come maggiore dell'esercito francese
- Johann Georg (16 gennaio 1709 - 10 febbraio 1777), sposò nel 1730 Gertrud Gottliebe von Troschke (30 dicembre 1706 - 3 settembre 1776)[1]

Dal matrimonio con Luise Juliane von Kanitz nacquero:
- Otto Friedrich (8 maggio 1712 - 1753) signore di Reyten e Keilhof, luogotenente prussiano poi colonnello, sposò Louise Beate von Prömock, vedova di Ernst Heinrich von Weyssel su Reyten
- Christoph Ludwig (n. 4 luglio 1713), colonnello imperiale,  si portò a Livorno nel 1744 e da lì in Corsica, morendo celibe
- Marie Katharina Luise (10 agosto 1714 - novembre 1755), sposò Joachim Erdmann von der Groeben zu Schrengen (n. 23 settembre 1702)

## Pubblicazioni
- Orientalische Reise-Beschreibung, des brandenburgischen Pilgers Otto Friedrich von der Gröben: Nebst d. Brandenburgischen Schifffahrt nach Guinea und der Verrichtung zu Morea, unter ihrem Titel. Reiniger, Marienwerder 1694.
- Des edlen Bergone und seiner tugendhafften Areteen denckwürdige Lebens- und Liebesgeschichte. Zum Nutz u. Vergnügen edeler Gemüther ... welche daraus die Sitten und Gebräuche vieler Völcker u.d. ausführliche Beschreibung Italien, der Heiligen u. anderer Länder ersehen können. Simon Reiniger, Danzig 1700.
- Voorname Scheepsogt Van Jonkheer Otho Fridrich van der Greuben, Brandenburgs Edelman, Na Guinea, Met 2 Keur-Vorstelijke Fregatten, Gedaan in het Jaar 1682...: Verhandelende ... de gelegentheeden van verscheyde Zee-Kusten in Africa ... der Greyn-kust, Tand- of Quaqua-kust, Goud-kust ..., en des Reysigers Togt van daar na Terra Nova in America gelegen : Als mede den Aart, Zeeden, Gewoontens, ...; Door den Reysiger selfs opgeteeknet en nu ... uyt het Hoogduyts vertald; Met ... Register en Konst-Printen... enthalten in: Johan Lodewyk Gottfried, De Aanmerkens-waardige Voyagien Door Francoisen, Italiaanen, Deenen, Hoogduytsen en andere Vreemde Volkeren gedaan Na Oost- en West-Indien... Het 2. Stuk. Leiden 1706.